# Kiss Endre (filozófus)
Kiss Endre (Debrecen, 1947. július 2.) magyar filozófus, filozófiatörténész, germanista, egyetemi tanár, az MTA doktora. Fő kutatási a klasszikus idealizmus filozófiája, Friedrich Nietzsche, a marxizmus, a posztmodernizmus, a globalizáció, az információs és a tudástársadalom.

## Életpályája
1966-ban kezdte meg egyetemi tanulmányait az Eötvös Loránd Tudományegyetem (ELTE) Bölcsészettudomány Karán. Bölcsészdiplomáját 1971-ben szerezte. Ezután 1972 és 1974 között elvégezte a MÚOSZ Újságíró Iskoláját. Emellett 1971–1973-ban újságíróként dolgozott. 1974-től az ELTE BTK filozófiatörténeti tanszékén oktat, először tanársegédi, később adjunktusi, egyetemi docens, majd egyetemi tanári beosztásban. 2000-ben habilitált. 2001 és 2005 között a Kodolányi János Főiskola kutatóprofesszora, ezt követően több éven át egyetemi tanára volt. Ebben az időszakban vezette a Posztmodern Központ programigazgatóságát. Egyetemi tanári kinevezését az Országos Rabbiképző – Zsidó Egyetemen 2007-ben, illetve a Nyugat-magyarországi Egyetemen 2008-ban vette át. Magyarországi munkáin kívül 1985–1986-ban az NSZK-ban Humboldt-ösztöndíjasként kutatott, valamint 1990-ben a Párizsi 8. Egyetem (Vincennes á Saint-Denis) vendégtanára és 1992-ben a Yale Egyetem vendégkutatója volt.
1977-ben védte meg a filozófiai tudományok kandidátusi, 1997-ben irodalomtudományok (akadémiai) doktori értekezését. Az MTA Jövőkutatási Bizottságának lett tagja. 2007-ben a Magyar Tudományos Akadémia és a Rabbiképző közös Zsidó Kultúratudományi Kutatócsoport vezetésével bízták meg. Emellett 1988 és 2000 között a Nemzetközi Hegel Társaság magyar ügyvivője, valamint 1994 és 2000 között elnökségi tagja volt. A Nemzetközi Schopenhauer Társaság elnökségi tagja is lett. 1996–ban megalapította a Nemzetközi Hermann Broch Társaságot, amelynek első elnöke lett. Rövid ideig közéleti szerepet is vállalt: a Magyar Demokrata Fórum Szabadelvű Körének egyik vezetője volt. 1991-ben kilépett a pártból.

## Munkássága
Fő kutatási területei a klasszikus idealizmus filozófiája, Friedrich Nietzsche, a posztmodernizmus, a globalizáció, az információs és a tudástársadalom. Filozófiai és filozófusi tevékenysége három korszakra bontható:
Első korszak:
Az Osztrák–Magyar Monarchia utolsó harminc évével foglalkozó eszmetörténeti-ideológiakritikai munkája A „k. u. k. világrend” halála – Bécsben című kismonográfiája (1978). Ebben Ausztria-Magyarország és benne a magyar „modernség” szellemi virágzásának felfejtésére vállalkozott: „Az ’új’ volt kiindulópontunkban rögzített célunk. Azt a paradoxont kíséreltük meg feloldani, mely a minden ízében anakronisztikus monarchia és a belőle sarjadó kezdeményezések összefüggéseit magyarázná.” (182. o.).
Fordulatként értékelhető Nietzsche hazai recepciójának történetében A világnézet kora – Nietzsche abszolútumokat relativizáló hatása a századelőn (1982) című monográfiája, hiszen a német filozófus nevét korábban nem volt lehetséges összekapcsolni a modernizáció vagy az emancipáció egyetlen formájával sem. E munka szerint a magyar századforduló eszmetörténete, a második reformnemzedék alkotóinak, gondolkodóinak a korszakhoz köthető munkássága egyenesen érthetetlen és megmagyarázhatatlan a Nietzsche-hatás nélkül.
A Szecesszió egykor és ma (1984) című tanulmány szerint a szerző számára éppen Nietzsche magyarországi hatásának feltárása során vált világossá: a Jugendstil is annak egy átfogó kulturális modernizáció szerves része. Könyvében először állította középpontba azt az értelmezést, amely szerint a Jugendstil lényegi jellemzője „a mimetikus hagyománytól való határozott elszakadás, a részleges mimézis művészi eljárása, mégpedig a mindenkori művészi gondolat közvetlen önérvényesítésének elve alapján” (26. o.).
Hermann Broch elmélete a polihisztorikus regényről (1981) című dolgozatában az akkor az irodalmi tudat részévé váló európai polihisztorikus regényt az európai polgárság húszas-harmincas évekbeli általános ideológiai-emberképbeli újratájékozódása termékeként elemzi. A szerző szerint a világnézeti újratájékozódás igénye újítja meg a regényformát, szervezi meg a regény addig ismeretlen, új struktúráit. Nemzetközileg sem mindennapos vállalkozás Hermann Broch életművének Kiss Endre által magyar nyelven 1999-ben közzé tett monografikus feldolgozása, amely A negatív univerzalizmus filozófiája és irodalma címmel jelent meg. A kötet három évtized Broch-kutatásainak gyümölcse, amely egyenlő súllyal veszi számba az írót, az irodalomteoretikust, a történelem- és értékfilozófust, a szociálpszichológust és a korszak nagy visszatekintő elemzőjét. Broch-interpretációjához Kiss négy szellemi-fogalmi hátteret rajzol fel: a racionalitás-tipológia, Bécs és Berlin kettős intellektuális és politikai erőtere, a bécsi impresszionizmus és az európai modernség három nagy korszakának rekonstrukciója.
Második korszak:
Friedrich Nietzsche filozófiája – Kritikai pozitivizmus és az értékek átértékelése (1993) az első magyar nyelvű önálló monográfia Nietzschéről. A korábbi értelmezésektől eltérően a filozófus középső korszakát, az Emberi, nagyon is emberi című művet állítja a nietzschei filozófia centrumába. A munka feltárja a nietzschei gondolatrendszer valódi szülőhelyének titkát, a 19. század ötvenes és hatvanas éveinek gyökeresen új filozófiai kiindulópontjait. Az igazságkeresés mint életcél Nietzsche filozofálásának mindvégig alapvető meghatározó motívuma maradt. A német gondolkodó metafizikakritikája a rekonstrukció szerint a pozitív és módszeres tudományosságból indul ki, de annak elveit magukra a tudományokra is alkalmazza és így viszonylagossá teszi azokat is. Az ily módon gyakorolt metafizikakritika a kritikai pozitivizmus valódi újdonsága.
A 2005-ös nagy Nietzsche-monográfia (Kiss Endre: Friedrich Nietzsche evilági filozófiája – Életreform és kriticizmus között, Gondolat Kiadó, Budapest, 2005, 1-436.) több ponton is jelentősen új dimenzióban mutatja be a nietzschei gondolkodást. Ebből két fontosabb emelhető ki. A spinozai affektustan filozófiai fordulatként értékelhető elsajátításának feltárását a késői Nietzschénél, valamint a filozófus életművének szisztematikus, tudományfilozófia, politikai filozófia, etika, esztétika és szerelemfilozófia szerinti rekonstrukcióját. A többszörös meghamisítások, félreértelmezések miatt különös súllyal rendelkezik a Nietzsche-recepció történetéről – a történelem Nietzsche-recepciójáról szóló fejezet is, amely ebből a szempontból olyan, a Nietzsche-vitát meghatározó gondolkodók, filozófusok nézeteit veszi kritikailag számba, mint például Franz Mehring, Martin Heidegger vagy Lukács György.
Harmadik korszak:
A Monetarista globalizáció és magyar rendszerváltás – Társadalomfilozófiai tanulmányok (2002) című kötetben a globalizáció nagy elmélete, a „modernitás dialektikája” egy új világhelyzet strukturális és funkcionális összefüggéseinek vizsgálatát jelenti a szerző értelmezésében. A globalizáció „a posztszocialista rendszerváltás egyik alapvető vetülete, s egyben a magyar társadalom előtt álló egyik legfontosabb feladat, kihívás is” (10. o.) Ennek megválaszolására Kiss szerint azonban hiányzott mind a modell, mind pedig a konszenzus.
A globalizáció mint a jelen elméletének felvázolása után a hasonló státuszra igényt tartó posztmodernnel vetett számot a szerző a Globalizáció és/vagy posztmodern – Tanulmányok a jelen elméletéről (2003, 1-285) című kötetében. A posztmodernt nem a modernnel szembeállítva szemléli és elemzi, hanem, mint amely - a neoliberalizmus-neopozitivizmus társaságában - a neomarxizmus és a strukturalizmus együttes letűnésével keletkezett filozófiai vákuumban vált a gondolkodás második meghatározó áramlatává. 2004 és 2005 Magyarországának nemcsak az ideáltipikus, hanem a valóságos globalizációs folyamatokban való elhelyezése volt a célja a Magyarország és a globalizáció című (2005) kötetnek. A munka szembesíti a globalizáció akkori állapotának értelmezését a posztszocialista átalakulás sajátosságaival.
A tudástársadalom olyan új fogalmát alkotta meg Kiss Endre a Varga Csabával közös, A legutolsó utolsó esély – Új Valóság Új Vízió (2001), című kötetben, amely a társadalmi tőke csökkenő újratermelődésének ellensúlyaként szolgálhat. A tudástársadalom egyszerre a monetarista globalizáció kihívásaira adott válasz és rövid távú válságelhárítás is. A tudástársadalomban nem érvényesül szükségszerűen a globalizáció kettős meghatározottsága, a funkcionális és nem-funkcionális rendszerek kettőssége. A tudástársadalom és tudásrégió továbbá az a terület is, ahol a globalizáció egyenlősítő és demokratikus lehetőségei külső hatások nélkül is érdemileg megvalósulhatnak.
A tudástársadalommal kapcsolatos új problémafelvetések és a korábbi kérdések továbbgondolása jellemzi a Hudra Árpáddal közösen írt, A globális falutól a tudás társadalmáig (2006) című kötetét. Médiaelméleti elemzéseket követően a mediatizációt mint a globalizáció egyik sajátos megnyilvánulási formáját értelmezik. A szerzők nyilvánvalóvá teszik, hogy a tudás-, de az információs társadalomról is csak a globalizáció összefüggésében érdemes szót ejteni. A köteten ugyanakkor végigvonul az a gondolat is, hogy a globalizáció problematikája a posztszocialista rendszerváltás egyik meghatározó vetülete, s egyben kihívás a magyar társadalom előtt álló egyik legfontosabb feladat megoldására. A könyv szerint az előttünk álló alternatívák közül éppen a tudástársadalom víziója az, amely leginkább elősegítheti bekapcsolódásunkat a valóságos globalizáció viszonyaiba.

## Főbb publikációi
- A magyar filozófiai gondolkodás a századelőn (társszerk., Nyíri Kristóffal, 1977)
- A Makra és 116 olvasója (társszerző, 1977)
- A k. u. k. általános világrend halála Bécsben (1978)
- Hermann Broch elmélete a polihisztorikus regényről (1981)
- A világnézet kora. Friedrich Nietzsche abszolútumokat relativizáló hatása a századelőn (1982)
- Szecesszió egykor és ma (1984)
- Hermann Broch. Werk und Wirkung (szerk., 1985)
- Der Tod der k.u.k. Weltordnung in Wien (1986)
- Genauigkeit und Seele. Musil-Studien (társszerk., Josef Strutzcal, 1990)
- Magyar gondolkodás 1944 és 1948 között (társszerk., Tütő Lászlóval, 1990)
- Friedrich Nietzsche filozófiája. Kritikai pozitivizmus és az értékek átértékelése (1993)
- Von Hamann bis Fukuyama. Die Philosophie und ihre Anerkennung (1994)
- Studien über österreichische Philosophie (1995)
- Against New Metaphysics. Studies on Positive Metaphysics and Everyday Consciousness (1996)
- Átalakuló Magyarország (szerk., 1996)
- Nation und Nationalismus in wissenschaftlichen Standardwerken Österreich–Ungarns ca. 1867–1918 (társszerző, 1997)
- Von der Mitte nach Europa und zurück (társszerző, 1997)
- Civilizáció az ezredfordulón (társszerk., Dalos Rimmával, 1997)
- Hermann Broch. Perspektiven interdisziplinärer Forschung (társszerk., 1998)
- Monetarismus und Liberalismus. Zu einer Theorie der globalen und geschichtsphilosophischen Aktualität (1998)
- Zur Rekonstruktion der Praesentistischen Rationalitaet Mittel-Europas (1998)
- A negatív univerzalizmus filozófiája és irodalma. Intellektuális monográfia Hermann Brochról (1999, németül 2001)
- Megérteni a globalizációt (társszerk., Molnár Jánossal, 1999)
- A legutolsó esély. Új valóság és új vízió (Varga Csabával, 2001)
- Monetarista globalizáció és magyar rendszerváltás. Társadalomfilozófiai tanulmányok (2002)
- Globalizáció és/vagy posztmodern. Tanulmányok a jelen elméletéről (2003)
- Erkenntnis als mächtiger Affekt. Nietzsche-Studien (2003)
- Magyarország útja az EU-ba (2004)
- Friedrich Nietzsche evilági filozófiája. Életreform és kriticizmus között (2005)
- Magyarország és a globalizáció (2005)
- A labirinthusi fonál és a szorgalom dühe (2006)
- A huszadik század befejezetlen mondatai. Déry Tibor és vidéke (2008)
- Judentum – Emanzipation – Mitteleuropa (2009)
- Marx lábnyomai ...és átváltozásai; Gondolat, Bp., 2013
- A család egykor és ma; szerk. Gyöngyössy Orsolya, Barna Gábor, Kiss Endre; SZTE BTK Néprajzi és Kulturális Antropológiai Tanszék–OR-ZSE Kaufmann Dávid Zsidó Kultúratudományi Kutatócsoport, Szeged–Bp., 2014 (Szegedi vallási néprajzi könyvtár)
- The dialectics of modernity, recognizing globalization. Studies on the theoritical perspectives of globalization; szerk. Kiss Endre; Arisztotelész, Bp., 2014
- Interdiszciplináris pedagógia és a fenntartható fejlődés. A VIII. Kiss Árpád Emlékkonferencia előadásainak szerkesztett változata. Debrecen, 2013. szeptember 6-7.; szerk. Buda András, Kiss Endre; DE Neveléstudományi Intézet, Debrecen, 2014 (Kiss Árpád Archívum könyvsorozata)
- Interdiszciplináris pedagógia és az oktatási rendszer újraformálása. IX. Kiss Árpád Emlékkonferencia. Debrecen, 2015. szeptember 25-26. Tartalmi összefoglalók; szerk. Buda András, Kiss Endre; Debreceni Egyetem Neveléstudományok Intézete, Debrecen, 2015
- Interdiszciplináris pedagógia és az oktatási rendszer újraformálása. A IX. Kiss Árpád Emlékkonferencia előadásainak szerkesztett változata.  Debrecen, 2015. szeptember 25-26.; szerk. Buda András, Kiss Endre; DE Neveléstudományi Intézet, Debrecen, 2016 (Kiss Árpád Archívum könyvsorozata)